# 沃洛沃區 (圖拉州)

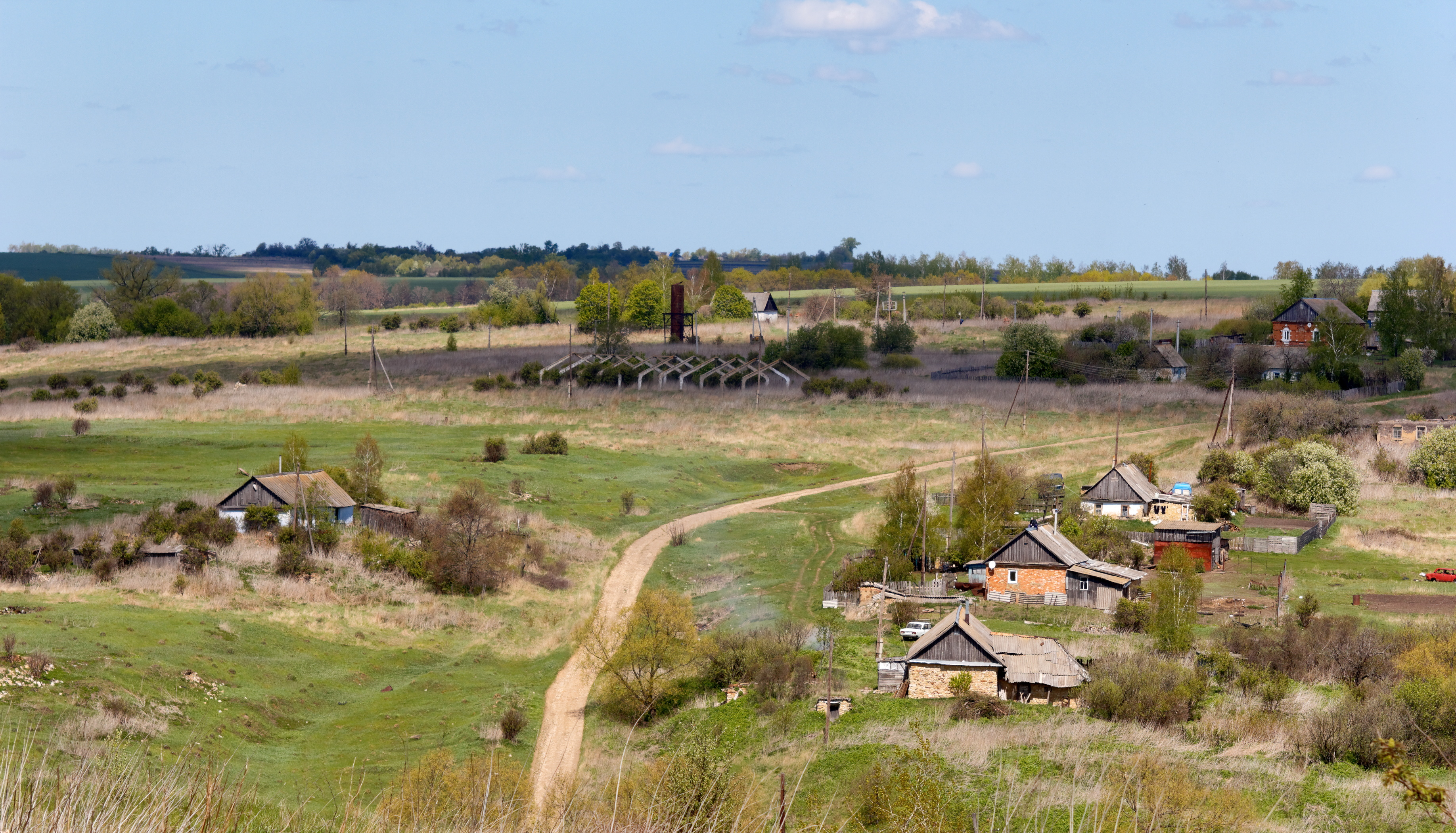

53°33′20″N 38°01′20″E / 53.55556°N 38.02222°E
沃洛沃區（俄语：Воловский район），是俄羅斯的一個區，位於該國西部，由圖拉州負責管轄，面積1,080平方公里，2010年該區人口13,596，人口密度為每平方公里12.59人。